# Travel Air Type R Mystery Ship

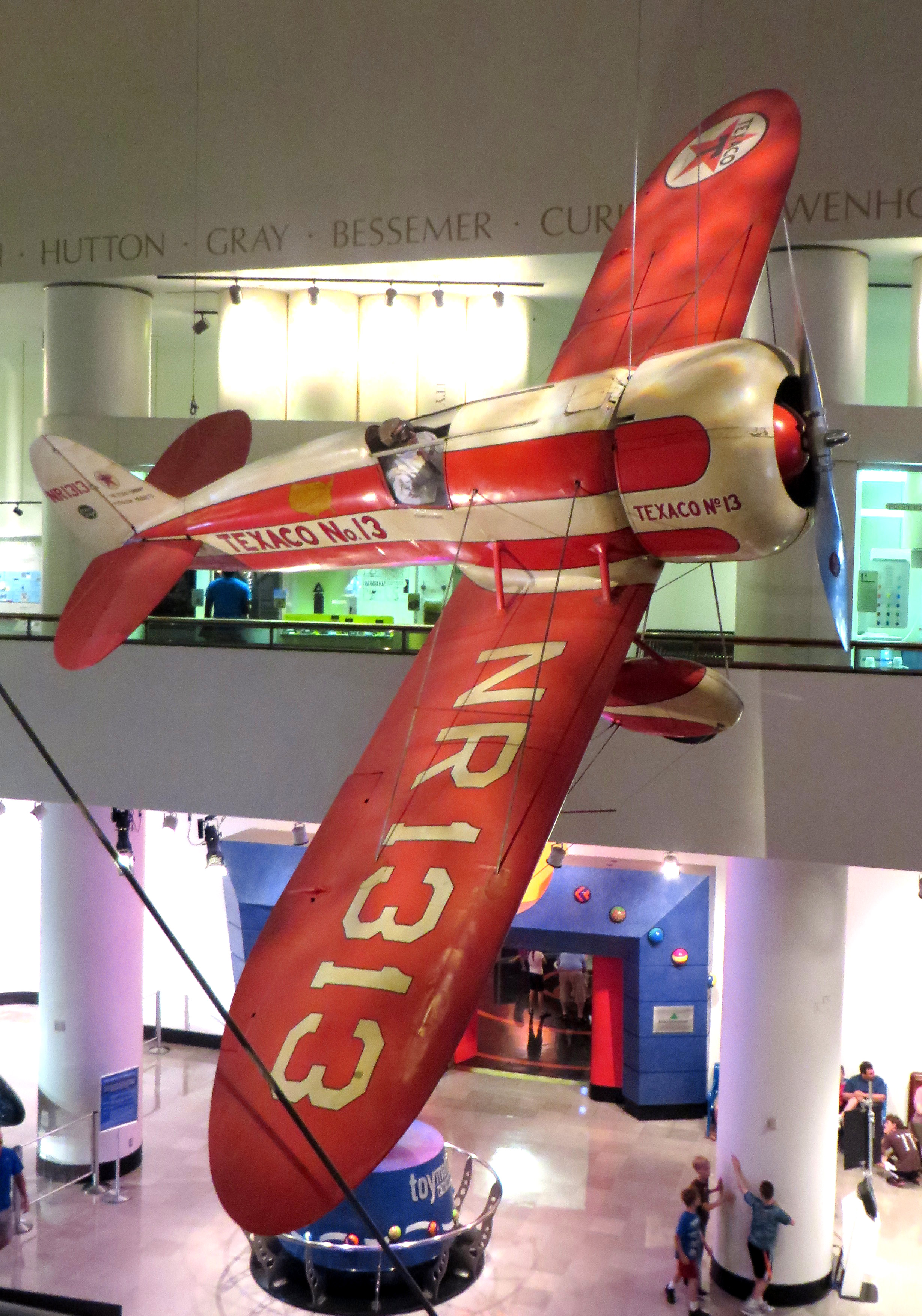
Mystery Ship Texaco No.13

De Travel Air Type R Mystery Ship was een serie van Amerikaanse eenmotorige laagdekker racevliegtuigen, voortgedreven door een negencilinder Wright stermotor. De toestellen werden ontwikkeld en geproduceerd door vliegtuigfabriek Travel Air van Walter Beech. De eerste vlucht vond plaats op 29 augustus 1929. Er zijn totaal vijf varianten van de Type R gebouwd.

## Ontwerp en historie
In de jaren 1920 en 1930 werden luchtraces gedomineerd door opgevoerde versies van bestaande militaire toestellen. In een poging deze dominantie te doorbreken ontwierpen twee ingenieurs van Travel Air, Herb Rawdon en Walter Burnham, een geheel nieuw racevliegtuig. Om de concurrentie volledig te kunnen verrassen vond de bouw in 1928 plaats in een besloten werkplaats. Een journalist van de plaatselijke krant in Wichita wist echter toch een glimp van het toestel op te vangen en muntte zodoende de naam “Mystery Ship”. De “R” in de naam kwam van ontwerper Rawdon.
Het Type R Mysterie Ship was een gestroomlijnde laagdekker met spandraden. De motorkap ging vloeiend over in de romp en de open cockpit had een laag windscherm. Het vaste landingsgestel had aerodynamisch gevormde wielkappen. Het ontwerp was geschikt voor zowel korte- als lange-afstand races, waarvoor zowel een set korte als lange vleugels beschikbaar waren.
Het Mystery Ship, bestuurd door Doug Davis, won in 1929 de Thompson Trophy met een gemiddelde snelheid van 311 km/u (195 mph). Veel bekende piloten in die tijd hebben met een Type R successen geboekt en records gebroken, waaronder vliegenier Jimmy Doolittle.

## Museum exemplaren
Er bevinden zich originele exemplaren van de Type R Mysterie Ship in het Beechcraft Heritage Museum in Tullahoma, Tennessee. En in het Museum of Science and Industry in Chicago, Illinois.